# Аполлон Мантуи
Аполлон Мантуи (также Аполлон Мантуанский) — одна из самых ранних форм скульптурного типа Аполлона Кифареда, где бог изображен стоящим с кифарой (лирой) в левой руке.

## История и описание

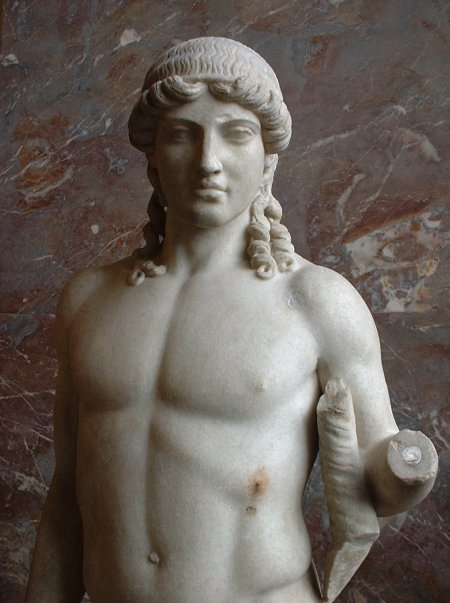
Вид вблизи

Первая статуя этого типа греческой скульптуры была найдена в Мантуе, получив название от этого города. «Аполлон Мантуанский» является римской копией, датированной между концом 1-го века и началом 2-го, по предполагаемому оригиналу из бронзы, сделанным примерно в середине 5-го века до нашей эры; в стиле, подобном работам Поликлета, но более архаичном. Данная работа высотой 1,13 метра хранится в Лувре и представляет собой фрагмент скульптуры с частично отсутствующими руками и ногами.
Потерянный оригинал был бронзовым. Имя учителя Фидия — Агия Афинского, иногда упоминается специалистами, но нет ни одного сохранившегося примера работы этого членом поздней архаичной школы, по которому точно можно было бы судить.
Впоследствии было найдено более десятка копий этого же типа и качества мастерства, которые хранятся во многих музеях, включая:
- Национальный археологический музей Неаполя (мраморная[1] и бронза, найденная в древней Помпеи),
- Национальный археологический музей Мантуи[итал.],
- Художественный музей Фогг[итал.][2],
- Гарвардский художественный музей.

Статуя в Лувре первоначально находилась в библиотеке Мазарини, в музей поступила в 1871 году.